# Грем Арнольд
Грем Арнольд (англ. Graham Arnold, нар. 3 серпня 1963, Сідней) — австралійський футболіст, що грав на позиції нападника. По завершенні ігрової кар'єри — футбольний тренер. Наразі очолює тренерський штаб національної збірної Іраку.
Виступав, зокрема, за клуб «Сідней Кроейша», а також національну збірну Австралії.

## Клубна кар'єра
Розпочав займатись футболом у клубі «Гволі Бей» в 1969 році. Він грав за них до 1979 року, коли перейшов у «Кантербурі-Марріквілл» з Прем'єр-ліги Нового Південного Уельсу.
1990 року Арнольд став гравцем «Сідней Кроейша» з нині неіснуючої Національної футбольної ліги, де в 1986 році він став кращим бомбардиром ліги і гравцем року.
1992 року Грем відправився за кордон, у Нідерланди, де зробив собі ім'я, граючи за «Роду» та «НАК Бреда». Він також провів деякий час в Бельгії у «Льежі» та «Шарлеруа», після чого продовжив кар'єру в японському «Санфречче Хіросіма».
Завершив професійну ігрову кар'єру у клубі «Нозерн Спірітс», за команду якого виступав протягом 1998—2001 років у статусі граючого тренера.

## Виступи за збірну
23 жовтня 1985 року дебютував в офіційних іграх у складі національної збірної Австралії у відбірковому матчі чемпіонату світу проти Тайваню на стадіоні «Гіндмарш» в Аделаїді. Він забив у своєму дебютному матчі, а його команда здобула розгромну перемогу з рахунком 7:0.
У 1988 році Арнольд взяв участь в Олімпійських іграх в Сеулі. У турнірі Австралія дійшла до чвертьфіналу, де програла майбутньому переможцю СРСР (0:3), а Арнольд з'явився на полі у всіх чотирьох матчах збірної Австралії.
Його міжнародна кар'єра закінчилася невдало, 29 листопада 1997 року у відбірковому матчі на чемпіонат світу проти збірної Ірану на «Мельбурн Крікет Граунд» команди зіграли 2:2 і Австралія втратила шанс поїхати на мундіаль за правилом виїзного гола, хоча вела в матчі 2:0.
Протягом кар'єри у національній команді, яка тривала 13 років, провів у формі головної команди країни 54 матчі, забивши 19 голів (85 матчів і 33 голи з урахуванням неофіційних матчів і ігор за другу збірну).

## Кар'єра тренера

### Початок роботи
У Арнольда був ранній епізодичний досвід роботи тренера. Він був тренером у 2 матчах «Сідней Кроейша» протягом сезону 1989/90, будучи ще гравцем клубу. Однак, його повноцінна тренерська кар'єра почалася в 1998 році, коли він був призначений граючим тренером клубу «Нозерн Спірітс». Він був тренером протягом двох сезонів, вивівши клуб у плей-офф в їх дебютному сезоні.

### Збірна Австралії
У 2000 році Арнольд був призначений на посаду помічника тренера національної збірної Австралії. Після того, як в 2005 році був звільнений головний тренер Френк Фаріна, Арнольд працював з Гусом Гіддінком у кампанії чемпіонату світу 2006 року, де Австралія дійшла до 1/8 фіналу. Після відходу Гіддінка влітку 2006 року Арнольд став виконуючим обов'язки тренера Австралії, а потім у грудні призначений головним тренером.
6 вересня 2006 року Австралія програла з рахунком 2:0 у відбірковому матчі Кубка Азії проти скромного Кувейту. Незапжпючи на цн Футбольна федерація Австралії підтвердила, що Арнольд залишиться головним тренером до кінця кампанії Кубка Азії 2007 року.
Австралія почала свою кампанію на кубка Азії 2007 року погано, зігравши внічию з Оманом у матчі відкриття групового етапу в Бангкоку. Арнольд відчував на собі тиск ЗМІ, і 13 липня 2007 року Австралія на груповій стадії програла з рахунком 3:1 збірній Іраку. Після матчу Арнольд сказав представникам ЗМІ (з посиланням на деяких ключових гравців команди): «Є кілька гравців, які, здається, не хочуть бути тут. Я дуже розчарований». В підсумку Австралія вилетіла на стадії чвертьфіналу.
В ході опитування, проведеного «Four Four Two», за результатами голосування було встановлено, що 78 % учасників вважають найбільш суттєвою причиною невдалого виступу Австралії на Кубку Азії саме Арнольда.
Після турніру Арнольд продовжив роботу як тренер молодіжної збірної, яка кваліфікувалася у фінальну частину Олімпійських ігор 2008 року, де Австралія не виграла жодного матчу і не змогла вийти з групи. Він також розглядався як кандидат на посаду тренера англійських «Болтон Вондерерс» та «Норвіч Сіті», але програв конкуренцію Гарі Мегсону і Гленну Редеру відповідно.
З призначенням голландця Піма Вербека на посаду тренера збірної Арнольд разом з Хенком Дютом працював його помічником під час чемпіонату світу 2010 року у ПАР.

### Подальша тренерська робота
9 лютого 2010 року було оголошено, що Арнольд займе посаду головного тренера «Сентрал-Кост Марінерс» до кінця 2012/13 сезона. В кінці сезону 2011/12 А-Ліги він відкинув вигідний контракт від «Сіднея» і вирішив залишитися з «Марінерс», продовживши контракт на один рік і привів команду до двох чемпіонських титулів.
В листопаді 2013 року Арнольдом цікавилися кілька клубів з Азії, особливо «Вегалта Сендай» з японської Джей-ліги. Хоча Австралійська футбольна федерація знову хотіла зробити Арнольда тренером національної збірної, він висловив бажання залишитися в клубному футболі. Протягом кількох тижнів були узгоджені умови з «Сендай», Арнольд став першим австралійським тренером в еліті японського футболу після Едді Томсона. Грем запросив свого помічника з «Сентрал Кост Марінерс», Ендрю Кларка, приєднатися до нього в Японії. 9 квітня 2014 року було оголошено, що Арнольд був звільнений з «Сендай». Арнольд в той же день звернувся до ЗМІ, щоб повідомити, що його відхід відбувся за взаємною згодою, і він не був звільнений з посади, як спочатку повідомлялося. Його відхід з клубу відбувся після 8 ігор поспіль без перемог в лізі і кубку.
8 травня 2014 року Арнольд був призначений новим головним тренером «Сіднея». За декілька років вивів сіднейську команди в лідери австралійського футболу, в сезонах 2016–17 і 2017–18 років вона перемогала в регулярному чемпіонаті A-Ліги, а Арнольда двічі визнавали Тренером року турніру.

### Повернення до збірної Австралії
8 березня 2018 року було оголошено, що Арнольд повернеться до національної збірної Австралії на заміну нідерландцю Берту ван Марвейку після завершення Чемпіонату світу 2018. Майже відразу ж після завершення «мундіалю» Арнольд удруге офіційно став головним тренером національної команди. Керував її діями на Кубку Азії 2019 року.

## Особисте життя
Він є членом Залу слави Федерації футболу Австралії. У передмісті Сіднея Гленвуді є район, названий на його честь.

## Титули і досягнення

### Як гравця
- Гравець року Національної футбольної ліги: 1986
- Володар «Золотого бутсу» Національної футбольної ліги: 1986
- Включений до австралійської футбольної зали слави: 2004

### Як тренера
- Переможець регулярного сезону A-Ліги: 2011-12, 2016–17, 2017–18
- Переможець плей-оф A-Ліги: 2012-13, 2016–17
- Тренер року A-Ліги: 2011-12, 2016–17, 2017–18
- Володар Кубка Австралії: 2017